# Wydundra lindsay
Wydundra lindsay là một loài nhện trong họ Gnaphosidae.
Loài này thuộc chi Wydundra. Wydundra lindsay được Norman I. Platnick & Barbara Baehr miêu tả năm 2006.